# Osni Granemann de Souza
Osni Granemann de Souza (Santa Cecília, 1 de dezembro de 1926) é um advogado e político brasileiro.
Filho de Granemann de Souza e de Maria Luisa Granemann Schumacher. Casou com Myrthes Granemann de Souza, com quem teve filhos.
Nas eleições de 1962 Pela União Democrática Nacional (UDN), foi candidato a deputado estadual na Assembleia Legislativa de Santa Catarina pela União Democrática Nacional (UDN), obtendo 4.729 votos e ficando na 2ª suplência do seu partido, foi convocado e tomou posse na 5ª Legislatura (1963-1967).